# Rydzyny
Rydzyny (prononciation [rɨˈd͡zɨnɨ]) est un village de la gmina de Pabianice, du powiat de Pabianice, dans la voïvodie de Łódź, situé dans le centre de la Pologne.
Il se situe à environ 5 kilomètres au sud-est de Pabianice (siège de la gmina et du powiat) et 19 kilomètres au sud de Łódź (capitale de la voïvodie).

## Administration
De 1975 à 1998, le village était attaché administrativement à l'ancienne voïvodie de Łódź.

Depuis 1999, il fait partie de la nouvelle voïvodie de Łódź.